# EVANGELION FINALLY
『EVANGELION FINALLY』（エヴァンゲリオン・ファイナリー）は、エヴァンゲリオンシリーズのコンピレーション・アルバム。2020年10月7日にKING AMUSEMENT CREATIVEから発売された。

## 概要

### アルバム解説
- エヴァンゲリオンシリーズ25周年記念企画の第3弾アルバムとして制作された[2]。『新世紀エヴァンゲリオン』および『ヱヴァンゲリヲン新劇場版』シリーズにて使用されたボーカル曲をセレクションしたアルバムである[2]。
- 元々は2020年5月13日に発売予定であったが、制作都合上の理由により発売延期になった[3]。2020年6月24日に発売日が同年10月7日に決定したことが発表され[4]、第1弾として発売予定だった『NEON GENESIS EVANGELION SOUNDTRACK 25th ANNIVERSARY BOX』と同時発売となった[4]。
- 期間限定生産である[4]。通常の期間限定盤と、『シン・エヴァンゲリオン劇場版𝄇』のムビチケカート付き期間限定盤の2種類が発売された[4]。
- ブックレットには高橋洋子と林原めぐみによるロングインタビューが掲載されている[4]。
- 海外限定で2枚組LP盤の発売が2021年2月に予定されている[5]。

### 楽曲解説
- 8曲目「FLY ME TO THE MOON 2020[注 1]」は、1995年に録音された同曲のメインバージョンのオケに高橋洋子が新たにボーカルを吹き込んだバージョンである[6]。高橋はライブでこの曲を歌う際はメインバージョンのカラオケで歌うことが多いのだが、メインバージョンのフルサイズのオケで録音したものが無かった[6]。そのため高橋洋子のボーカルによるメインバージョンを音源として残すことをスタッフに提案され収録に至った[6]。
- 9曲目「心よ原始に戻れ 2020[注 1]」は、新アレンジのバージョンである[7]。イントロは高橋の強い希望でサックス演奏になっている[7]。サビのコーラス部分は、オリジナルではたかはしごうが担当していたが、このバージョンでは高橋洋子が担当している[8]。配信シングルとして、シングルカットされた[9]。BSフジにて放送されている『ESPRIT JAPON』にて、2020年10月と11月のエンディングテーマとして使用された[10]。
- 10曲目から15曲目はボーナストラックとして収録されている[11]。

## 収録曲
| #         | タイトル                                                   | 作詞                                          | 作曲        | 編曲              | 歌             | 時間  |
| --------- | ---------------------------------------------------------- | --------------------------------------------- | ----------- | ----------------- | -------------- | ----- |
| 1.        | 「残酷な天使のテーゼ」                                     | 及川眠子                                      | 佐藤英敏    | 大森俊之          | 高橋洋子       | 4:06  |
| 2.        | 「FLY ME TO THE MOON <YOKO TAKAHASHI Acid Bossa Version>」 | Bart Howard                                   | Bart Howard | Toshiyuki Ohmori  | YOKO TAKAHASHI | 3:50  |
| 3.        | 「魂のルフラン」                                           | 及川眠子                                      | 大森俊之    | 大森俊之          | 高橋洋子       | 5:12  |
| 4.        | 「THANATOS -IF I CAN'T BE YOURS-」                         | MASH                                          | 鷺巣詩郎    | 鷺巣詩郎          | LOREN & MASH   | 4:49  |
| 5.        | 「Komm, süsser Tod（M-10 Director's Edit. Version）」      | 庵野秀明（日本語原詞） Mike WYZGOWSKI（英訳） | 鷺巣詩郎    | 鷺巣詩郎          | ARIANNE        | 7:46  |
| 6.        | 「今日の日はさようなら」                                   | 金子詔一                                      | 金子詔一    | 船山基紀 鷺巣詩郎 | 林原めぐみ     | 2:43  |
| 7.        | 「翼をください」                                           | 山上路夫                                      | 村井邦彦    | 船山基紀 鷺巣詩郎 | 林原めぐみ     | 4:54  |
| 8.        | 「FLY ME TO THE MOON 2020」                                | Bart Howard                                   | Bart Howard | Toshiyuki Ohmori  | 高橋洋子       | 4:32  |
| 9.        | 「心よ原始に戻れ 2020」                                    | 及川眠子                                      | 佐藤英敏    | 大森俊之          | 高橋洋子       | 5:09  |
| 10.       | 「無限抱擁」                                               | 及川眠子                                      | 高橋洋子    | 大森俊之          | 高橋洋子       | 5:24  |
| 11.       | 「幸せは罪の匂い」                                         | 及川眠子                                      | 大森俊之    | 大森俊之          | 高橋洋子       | 4:39  |
| 12.       | 「Come sweet death, second impact」                        | MEGUMI                                        | 鷺巣詩郎    | 鷺巣詩郎          | 林原めぐみ     | 7:10  |
| 13.       | 「Dilemmatic triangle opera」                              | MEGUMI                                        | 鷺巣詩郎    | 鷺巣詩郎          | 林原めぐみ     | 5:41  |
| 14.       | 「The Image of black me」                                  | MEGUMI                                        | 鷺巣詩郎    | 鷺巣詩郎          | 林原めぐみ     | 7:14  |
| 15.       | 「Dilemmatic triangle opera（AYANAMI Version）」           | MEGUMI                                        | 鷺巣詩郎    | 鷺巣詩郎          | 林原めぐみ     | 5:40  |
| 合計時間: | 合計時間:                                                  | 合計時間:                                     | 合計時間:   | 合計時間:         | 合計時間:      | 78:49 |

## タイアップ
| 楽曲                                                   | タイアップ                                                                 |
| ------------------------------------------------------ | -------------------------------------------------------------------------- |
| 残酷な天使のテーゼ                                     | テレビアニメ『新世紀エヴァンゲリオン』オープニングテーマ                   |
| FLY ME TO THE MOON <YOKO TAKAHASHI Acid Bossa Version> | テレビアニメ『新世紀エヴァンゲリオン』エンディングテーマ                   |
| 魂のルフラン                                           | 映画『新世紀エヴァンゲリオン劇場版 シト新生』主題歌                        |
| THANATOS -IF I CAN'T BE YOURS-                         | 映画『新世紀エヴァンゲリオン劇場版 Air/まごころを、君に』主題歌            |
| Komm, süsser Tod（M-10 Director's Edit. Version）      | 映画『新世紀エヴァンゲリオン劇場版 Air/まごころを、君に』挿入歌            |
| 今日の日はさようなら                                   | 映画『ヱヴァンゲリヲン新劇場版:破』挿入歌                                  |
| 翼をください                                           | 映画『ヱヴァンゲリヲン新劇場版:破』挿入歌                                  |
| 心よ原始に戻れ 2020                                    | BSフジ『ESPRIT JAPON』2020年10月・11月エンディングテーマ                   |
| 無限抱擁                                               | ゲーム『新世紀エヴァンゲリオン 鋼鉄のガールフレンド2nd』エンディングテーマ |
| 幸せは罪の匂い                                         | PCゲーム『新世紀エヴァンゲリオン 綾波育成計画』オープニングテーマ          |
| 幸せは罪の匂い                                         | パチスロ『ヱヴァンゲリヲン 〜決意の刻〜』イメージソング                    |

## 参加ミュージシャン
| - FLY ME TO THE MOON 2020 - ピアノ：クリヤ・マコト - ベース：池田達也 - ドラムス：松山修 - アコースティックギター：伊丹雅博 - パーカッション：中島オバヲ - レコーディングエンジニア：川口昌浩 - レコーディングスタジオ：キング関口台スタジオ - ボーカルディレクション：和田昌哉 - 調：変ロ長調 | - 心よ原始に戻れ 2020 - コーラス：高橋洋子 - サックス：松下洋 - キーボード：大森俊之 - プログラミング：大森俊之 - レコーディングエンジニア：大森俊之、ueken@mac.com - レコーディングスタジオ：Studio Elephantonica - ミキシングエンジニア：ueken@mac.com - ミキシングスタジオ：Mouri Artworks Studio - マスタリングエンジニア：辻裕行 - マスタリングスタジオ：キング関口台スタジオ - 調：変ホ短調 |

## スタッフクレジット
| イラストレーション           | 本田雄                                                 |
| アートワーク                 | 市古斉史（TGB design.）                                |
| アートワークコーディネーター | 鎌野友理子（キングレコード）                           |
| プロデューサー               | 島居理恵                                               |
| A&Rディレクター              | 島居理恵                                               |
| アシスタントディレクター     | 田所さおり（キングレコード）                           |
| プロモーター                 | 海藤由子（キングレコード）、觸澤佳大（キングレコード） |
| セールスプロモーター         | 茂呂奈津子（キングレコード）                           |
| スペシャルサンクス           | カラー、グラウンドワークス                             |

## 初出
- NEON GENESIS EVANGELION - M-2
- NEON GENESIS EVANGELION III - M-10,11
- THE END OF EVANGELION - M-5
- ヱヴァンゲリヲン新劇場版:破 オリジナルサウンドトラック - M-6,7
- THE WORLD! EVANGELION JAZZ NIGHT =THE TOKYO III JAZZ CLUB= - M-12,13,14
- Fifty〜Fifty - M-15
- シングル - M-1,3,4
- 新録音 - M-8,9